# Visirbärare
Visirbärare (Augastes) är ett litet släkte med fåglar i familjen kolibrier som återfinns i östra Brasilien i Sydamerika. Släktet visirbärare omfattar endast två arter:
- Hättvisirbärare (A. lumachella)
- Hyacintvisirbärare (A. scutatus)